# Ò
Az ò betű a módosított latin ábécé karakterei közt található.
A katalán, emilián-romagnol, lombard, okcitán, kasub, szárd, skót gael, tao, vietnámi, haiti kreol, norvég és a walesi nyelv használja. Az olasz nyelvben az o betű változata.